# Maciej Karpiński
Maciej Karpiński (ur. 21 listopada 1950 w Warszawie) – polski prozaik, dramaturg, scenarzysta, krytyk literacki i teatralny, pedagog.

## Życiorys
Absolwent warszawskiego II Liceum Ogólnokształcącego im. Stefana Batorego (rocznik maturalny 1968). Ukończył historię sztuki na Uniwersytecie Warszawskim (1974). Jako literat zadebiutował w roku 1969 tekstami satyrycznymi w Studenckim Teatrze Satyryków.
Współpracował jako krytyk z redakcjami wielu pism. W latach 80. wykładał na uniwersytetach w Stanach Zjednoczonych. Do Polski wrócił w 1987. W latach 1989–1994 piastował stanowisko wiceprezesa SFP. W 1989 został kierownikiem literackim w „Perspektywie”. Od 1991 wykłada w Studium Scenariuszowego łódzkiej PWSFTviT. Jest założycielem i prezesem Zarządu Gildii Polskich Scenarzystów Filmowych. Do roku 2005 sprawował funkcję dyrektora Festiwalu Polskich Filmów Fabularnych w Gdyni. W 2005 został pełnomocnikiem Dyrektora Polskiego Instytutu Sztuki Filmowej ds. promocji zagranicznej.

## Filmografia (scenariusze)
- 1976: Długa noc poślubna
- 1977: Pokój z widokiem na morze
- 1979: Słodkie oczy
- 1981: Kobieta samotna
- 1991: Głos
- 1991: Koniec gry
- 1992: Pierścionek z orłem w koronie
- 1994: Nastazja
- 1995: Daleko od siebie
- 1996: Wezwanie
- 1999: Córy szczęścia (z Mártą Mészáros)
- 2000: Święta polskie:
  - 2000: Cud purymowy
  - 2002: Miss mokrego podkoszulka
- 2006: Strajk
- 2010: Różyczka
- 2013: W ukryciu

## Książki
- Wojciech Pszoniak (Wydawnictwa Artystyczne i Filmowe, Warszawa 1976; seria: "Sylwetki współczesnych aktorów polskich");
- Oto przyczyna (powieść; Spółdzielnia Wydawnicza "Czytelnik", Warszawa 1979);
- Andrzej Wajda - teatr (Wydawnictwa Artystyczne i Filmowe, Warszawa 1980, ISBN 83-221-0098-1; seria: "Sylwetki współczesnych aktorów polskich");
- Słodkie oczy (Wydawnictwa Radia i Telewizji, Warszawa 1980, ISBN 83-212-0149-0; seria: "Z koniczynką");
- Dostojewski - Teatr sumienia. Trzy inscenizacje Andrzeja Wajdy w Teatrze Starym w Krakowie: Biesy, Nastazja Filipowna, Zbrodnia i kara (opracowanie scenariuszy-komentarzy; Instytut Wydawniczy „Pax”, Warszawa 1989, ISBN 83-211-0867-9)
- Pani nadzieja (powieść; Wydawnictwo "Officina", Milanówek 1990);
- Życie i śmierć na Broadwayu. Szkice o współczesnym teatrze amerykańskim (Wydawnictwa Artystyczne i Filmowe, Warszawa 1990, ISBN 83-221-0527-4);
- Teatr Andrzeja Wajdy (Wydawnictwa Artystyczne i Filmowe, Warszawa 1991, ISBN 83-221-0549-5;
- Niedoskonałe odbicie. O sztuce scenariusza filmowego dla scenarzystów, dla przyszłych scenarzystów i dla wszystkich, którzy kochają kino (Instytucja Filmowa Agencja Scenariuszowa, Warszawa 1995, ISBN 8390066409; wydanie drugie zmienione i rozszerzone: Scenariusz. Niedoskonałe odbicie filmu. O sztuce scenariusza filmowego, Wydawnictwo "Rabid", Kraków 2004, ISBN 83-88668-76-5; wydanie trzecie zmienione: Niedoskonałe odbicie. Warsztat scenarzysty filmowego, Wydawnictwa Artystyczne i Filmowe, Warszawa 2006, ISBN 83-221-0762-5);
- Cud purymowy; Miss mokrego podkoszulka (opowiadania; Rosner & Wspólnicy, Warszawa 2004, ISBN 83-89217-42-2);
- Pisarz przemówień (powieść; Rosner & Wspólnicy, Warszawa 2005, ISBN 83-89217-69-4);
- Maria i Paul. Miłość geniuszy (powieść biograficzna; Wydawnictwo Marginesy, Warszawa 2015, ISBN 978-83-64700-96-5);
- Pan Andrzej. Portret z pamięci (książka o Andrzeju Wajdzie; Książka i Wiedza, Warszawa 2023, ISBN 978-83-05-13712-6).

## Nagrody, odznaczenia, nominacje
- 1971: Nagroda im. E. Csato dla młodych krytyków przyznana przez Klub Krytyki Teatralnej SDP
- 1976: nagroda Klubu Krytyki Teatralnej SDP
- 1980: odznaka Zasłużony Działacz Kultury
- 2001: nominacja do Orła w kategorii: najlepszy scenariusz za rok 2000
- 2005: Srebrny Medal „Zasłużony Kulturze Gloria Artis”[2]
- 2025: Złoty Medal „Zasłużony Kulturze Gloria Artis”[2][3]